# Kietlice (Basse-Silésie)
Pour l’article homonyme, voir Kietlice.
Kietlice est une localité polonaise de la gmina et du powiat de Dzierżoniów en voïvodie de Basse-Silésie.